# Marcel Duchamp
Henri-Robert-Marcel Duchamp (født 28. juli 1887, død 2. oktober 1968) var en fransk-amerikansk kunstmaler, skulptør, skakspiller og forfatter, hvis kunst især er knyttet til kubisme, dadaisme og konceptkunst. Selv var Duchamp tilbageholdende med at bruge begrebet "dadaisme", og han var ikke direkte knyttet til nogen dadaistisk gruppering. Duchamp betragtes sammen med Pablo Picasso og Henri Matisse som de tre kunstnere, der hjalp med til at definere de revolutionære udviklinger inden for plastikken i de første årtier af 1900-tallet, og tilsvarende stod han bag vigtige udviklinger inden for malerkunsten og skulpturering. Duchamp har haft enorm indflydelse på kunsten i 1900- og 2000-tallet, og han havde afgørende indflydelse på udviklingen af konceptkunst. I tiden omkring første verdenskrig havde han afvist mange af sine kunstnerkollegers (herunder Matisses) værker for at være "retinale", det vil sige kun lavet for at tilfredsstille øjet (retina=nethinde). I modsætning hertil ønskede Duchamp at kunsten skulle tilfredsstille sindet.

## Opvækst og uddannelse
Marcel Duchamp blev født i Blainville-Crevon i Normandiet og voksede op i en kunstnerisk indstillet familie. Værker af maler og grafiker Émile Frédéric Nicolle, hans morfar, fyldte hjemmets vægge, og familien yndede at spille skak, læse bøger, male og musicere sammen. Blandt Eugene og Lucie Duchamps syv børn døde et som spæd, mens fire af de øvrige blev succesrige kunstnere. Marcel var således bror til 
- Jacques Villon (1875-1963), maler og grafiker
- Raymond Duchamp-Villon (1876-1918), skulptør
- Suzanne Duchamp-Crotti (1889-1963), maler

Som barn, hvor hans to brødre allerede var rejst fra hjemmet for at gå på skole i Rouen, fik Marcel et nært forhold til sin søster Suzanne, som villigt tog del i hans spil og aktiviteter, der udsprang af hans livlige fantasi. Som otteårig fulgte Marcel i sine storebrødres fodspor og begyndte på skolen Lycée Pierre-Corneille i Rouen. Ud over ham selv blev to andre elever fra hans klasse kendte kunstnere og havde et årelangt venskab med ham, Robert Antoine Pinchon og Pierre Dumont. De følgende otte år var han låst fast i et uddannelsessystem, der fokuserede på den intellektuelle udvikling. Han var ikke nogen fremragende elev; hans bedste fag var matematik, og han opnåede to matematikpriser på skolen. I 1903 vandt han en pris i tegning, og i begyndelsen af 1904 vandt han den eftertragtede førstepris, hvilket bekræftede hans nylige beslutning om at blive kunstner.
Han lærte tegning fra et akademisk synspunkt hos en lærer, der uden held søgte at "beskytte" sine elever mod impressionisme, postimpressionisme og anden avantgardistisk indflydelse. Imidlertid var Marcels egentlige kunstneriske mentor på den tid hans bror Jacques Villon, hvis på en gang flydende og skarpe stil, han søgte at efterligne. Som fjortenårig lavede han sine første egentlige kunstneriske forsøg i form af tegninger og akvareller med søsteren Suzanne som motiv, i forskellige positurer og aktiviteter. Den sommer malede han også landskabsbilleder i impressionistisk stil med olie.

## Tidlige værker
Duchamps tidligste værker er stilmæssigt på linje med postimpressionisternes. Han eksperimenterede med klassiske teknikker og subjekter. Da han senere blev spurgt om, hvad der havde inspireret ham på den tid, henviste han til den symbolistiske maler Odilon Redon, hvis tilgang til kunsten ikke udadtil var antiakademisk, men afdæmpet individualistisk.
Han studerede kunst på Académie Julian fra 1904 til 1905, men brugte mere tid på at spille billard end at komme til undervisningen. På denne tid tegnede og solgte Duchamp tegneserier, der afspejlede hans vulgære humor. Mange af hans tegninger benytter sig af ordspil (nogle gange omfattende flere sprog), billedvitser eller begge dele. Den slags spil på ord og symboler optog hans fantasi resten af livet.
I 1905 blev han indkaldt til militærtjeneste og tjente i det 39. infanteriregiment, idet han arbejdede for en trykker i Rouen. Her lærte han typografi og trykprocesser – færdigheder han kom til at bruge senere i livet.
Som følge af hans ældre bror Jacques' medlemskab af den prestigefyldte Académie royale de peinture et de sculpture fik Marcel Duchamp mulighed for at udstille værker på Salon d'Automne i 1908 og det følgende år på Salon des Indépendants. Hans malerier var i den periode inspireret af fauvismen og Paul Cézannes proto-kubisme; kritikeren Guillaume Apollinaire (der senere skulle blive ven med ham) kritiserede det, han kaldte "Duchamps meget grimme nøgenbilleder" ("les nus très vilains de Duchamp"). Duchamp blev også ven for livet med den noget overvældende kunstner Francis Picabia, som han mødte på Salon d'Automne 2011; Picabia introducerede Duchamp til en livsstil med hurtige biler og luksus.
I 1911 blev der hos broderen Jacques i Puteaux afholdt regelmæssige diskussioner på foranledning af de tre brødre i en gruppe med kubister som Picabia, Robert Delaunay, Fernand Léger, Roger de La Fresnaye, Albert Gleizes, Jean Metzinger, Juan Gris og Alexander Archipenko. Der deltog også digtere og forfattere. Gruppen kom til at blive kendt som Puteaux-gruppen eller Section d'Or. Duchamp var ikke så interesseret i kubisternes alvor eller deres fokus på visuelle forhold, så han deltog ikke i diskussionerne om kubistisk teori og fik et ry som værende genert. Imidlertid malede han samme år i kubistisk stil og tilføjede et indtryk af bevægelse ved at bruge gentagent billedsprog.
I denne periode manifesterede Duchamps fascination af overgang, forandring, bevægelse og distance sig, og i lighed med mange andre kunstnere i perioden var han nysgerrig efter at afbilde den fjerde dimension i kunsten. Hans maleri Trist ung mand i et tog inkarnerer denne interesse:
| Citat  | Først er der ideen om togets bevægelse, og så er der den om den triste unge mand, der bevæger sig rundt i gangen; der er dermed to parallelle bevægelser, der har forbindelse til hinanden. Så er der forvrængningen af den unge mand – dette har jeg kaldt elementær parallelisme. Det var en formel dekomposition; det vil sige lineære elementer, der følger hinanden som paralleller og forvrænger objektet. Objektet er fuldstændig udstrakt, som var det elastisk. Linjerne følger hinanden i paralleller, samtidig med at de diskret ændrer sig og på den måde skaber bevægelsen eller formen på den unge mand. Jeg brugte også denne fremgangsmåde til Nøgen figur, der går ned ad en trappe". | Citat |
| [ 13 ] | |       |

I hans maleri fra 1911, Portræt af skakspillere (Portrait de joueurs d'échecs), genfinder man de kubistiske overlappende flader og flere perspektiver i portrættet af hans to brødre, der spiller skak, men dertil føjede Duchamp elementer, der formidler den usynlige tankemæssige aktivitet hos spillerne (bemærk ordspillet: "échec" betyder "fejl", "échecs" betyder "skak").
Værker fra denne tid omfatter også hans første "maskine-maleri", Kaffemølle (Moulin à café, 1911), som han forærede sin bror Raymond Duchamp-Villon. Det senere, mere figurative maskine-maleri fra 1914, Chokoladekværn (Broyeuse de chocolat), kan ses som en forløber for den mekanisme, han indbyggede i Stort glas, som han begyndte at arbejde på i New York det følgende år.

### Nøgen figur, der går ned ad en trappe, no. 2
Det første værk af Duchamp, der medførte markante kontroverser, var Nøgen figur, der går ned ad en trappe, no. 2 (Nu descendant un escalier n° 2, 1912). Maleriet gengiver, den mekaniske bevægelse af en nøgen figur med overlejrede facetter i lighed med levende billeder. Det viser elementer af både fragmentering og syntese fra kubisterne og bevægelse og dynamik fra futuristerne.
Først indleverede han billedet til udstilling på den kubistiske Salon des Indépendants, men her bad Albert Gleizes (ifølge et interview med Duchamp af Pierre Cabanne) Duchamps brødre om at få ham til frivilligt at trække maleriet tilbage, alternativt at overmale titlen, som han havde malet på værket og kalde det noget andet. Duchamps brødre henvendte sig til ham med Gleizes' anmodning, men Duchamp nægtede stilfærdigt at efterkomme den. Der var imidlertid ingen dommerkomité på Salon des Indépendants, og Gleizes havde ikke ikke en position, der gjorde det muligt for ham at afvise maleriet. Kontroversen gik ifølge kunsthistorikeren Peter Brooke ikke på, om maleriet skulle udstilles eller ej, men hvor vidt det skulle udstilles sammen med kubisternes værker eller ej.
Denne episode huskede Duchamp senere således: "Jeg sagde ikke noget til mine brødre. Men jeg tog med det samme hen til udstillingen og tog mit billede hjem i en taxi. Det var virkeligt et vendepunkt i mit liv, kan jeg forsikre dig for. Jeg indså, at jeg efter dette ikke ville være særligt interesseret i at være med i grupper." Trods dette optrådte Duchamp dog i bogen Du "Cubisme" (1912), han medvirkede i installationen La Maison Cubiste (1912) organiseret af designeren André Mare for Salon d'Automne i efteråret 1912 (få måneder efter Indépendants), han underskrev Section d'Or-invitationen og deltog i Section d'Ors udstilling i efteråret 1912. Indtrykket er, som Brooke beskriver det, at "det netop var, fordi han ønskede at forblive medlem af gruppen, at han tog sit billede ned; og fordi han, langt fra at blive dårligt behandlet af gruppen, havde fået en temmelig privilegeret position, muligvis på grund af Picabias protektion."
Maleriet blev i stedet udstillet første gang på Galeries Dalmau, Exposició d'Art Cubista, Barcelona i 1912, den første kubistiske udstilling i Spanien. Duchamp indsendte det senere til udstilling på Armory Show 1913 i New York City. Udover at præsentere værker af amerikanske kunstnere var denne udstilling den første store præsentation af moderne tendenser, der kom ud fra Paris, heriblandt eksperimentelle stilarter fra europæisk avantgarde som fauvisme, kubisme og futurisme. Amerikanske besøgende, der var vant til at se realistisk kunst, var chokerede, og i centrum for meget af kontroversen var Nøgen figur.

## Videre fra den "retinale kunst"
Omkring den tid læste Duchamp Max Stirners filosofiske bog Den eneste og hans ejendom, hvilket han betragtede som et nyt vendepunkt i sin kunstneriske og intellektuelle udvikling. Han kaldte den "en bemærkelsesværdig bog (…) som ikke præsenterer nogen formel teori, men blot bliver ved med at sige, at selvet altid er der i alting."
Da han var i München i 1912, malede han sine sidste kubistisk-agtige malerier. Han begyndte på billedet Bruden klædt nøgen af sine ungkarle, endog og begyndte at planlægge Det store glas ved at skrive korte notater til sig selv, somme tider hastige skitser. Der skulle komme til at gå mere end ti år, inden værket var færdigt. Der vides ikke så meget mere om hans ophold på to måneder i München bortset fra, at den ven, han besøgte, var opsat på at vise ham seværdighederne og nattelivet, samt at blev påvirket af værker af den tyske 1500-talsmaler Lucas Cranach den ældre udstillet på byens berømte Alte Pinakothek, kendt for sin samling af gamle mestre. Duchamp erindrede, at han hver dag tog den korte tur for at besøge museet hver dag. Duchamp-forskere har for længst genfundet hos Cranach det dæmpede farvespektrum i okker og brunt, som Duchamp senere anvendte.
Samme år overværede Duchamp også en opførelse af teaterbearbejdningen af Raymond Roussels roman fra 1910, Impressions d'Afrique, som indeholder handlinger, der vikler sig ind i sig selv, ordspil, surrealistiske scener og menneskelignende maskiner. Han tilskrev dette drama radikalt at have ændret hans tilgang til kunst og at have inspireret ham til at begynde på at skabe Bruden klædt nøgen af sine ungkarle, endog, også kendt som Det store glas. Arbejdet på dette værk fortsatte ind i 1913 med hans opfindelse af en række forme. Han lavede notater, tegnede skitser, malede forstudier og tegnede endda nogle af sine ideer på væggen i sin lejlighed.
Sidst på 1912 rejste han med Picabia, Apollinaire og Gabrielle Buffet-Picabia i Jurabjergene, en oplevelse Buffet-Picabia beskrev som et af deres "strejftog af demoralisering, som også var strejftog af vittigheder og klovnerier (…) desintegrationen af begrebet kunst." Duchamp notater fra turen unddrager sig logik og fornuft og har en surrealistisk, mytisk konnotation.
Efter 1912 malede Duchamp kun få malerier på lærred, og når han gjorde, forsøgte han at undgå "maleriske" effekter og i stedet anvende en tilgang som ved teknisk tegning.
Hans brede interesser førte ham til en udstilling med luftfartsteknologi, og efter dette sagde han til sin gode ven, Constantin Brâncuși: "Malerkunsten er færdig. Hvem vil nogensinde være i stand til at lave noget bedre end denne propel? Sig mig det, kan du?" Brâncuși lavede senere skulpturer af fuglevinger. De amerikanske toldmyndigheder forvekslede dem med flydele og søgte at indkassere importafgifter for dem.
I 1913 trak Duchamp sig ud af malercirklerne og begyndte at arbejde som bibliotekar på Bibliothèque Sainte-Geneviève for at kunne tjene til daglige fornødenheder, mens han koncentrerede sig om videnskabelig fordybelse og arbejdede på sit Store glas. Han studerede matematik og fysik – områder, hvor store opdagelser blev gjort. Især var Duchamp optaget af Henri Poincarés teoretiske udgivelser, som fascinerede og inspirerede ham. Poincaré postulerede, at de love, der mentes at styre materien var skabt udelukkende af de genier, der "forstod" dem, og at ingen teori kunne anses for at være "sand". "Tingene selv er ikke, hvad videnskaben kan opnå (…) men kun relationen mellem tingene. Ved siden af disse relationer er der ingen virkelighed, der kan forstås," skrev Poincaré i 1902. Ved at reflektere over Poincarés tanker tolererede Duchamp alle fortolkninger af sine værker ved at opfatte dem som skabt af den person, der formulerede dem, ikke som sandheden.
Duchamps egne kunst-videnskabs-eksperimenter begyndte, mens han var ansat på biblioteket. For at lave et af sine favoritværker, 3 standardstandsninger, lod han tre 1 meter lange tråde falde, en ad gangen, fra 1 meters højde på lærreder, der var gjort klar. Trådene landede så på tre tilfældigt bølgende måder. Han gav dem derpå lak, hvor de lå på de blå-sorte lærreder og satte det hele på glas. Han skar derpå tre trælameller i samme former som de snoede tråde og puttede det hele i en kroketkasse. Tre små stumper læder med titlen trykt i guld blev limet på "standsnings"-baggrundene. Værkerne synes direkte at følge Poincarés School of the Thread, del af en bog om klassisk  mekanik.
I sit atelier fik han opsat et cykelhjul stående på en skammel, som han ind imellem kunne snurre rundt bare for at se på det. Skønt det ofte en hævdet, at Cykelhjul var det første af hans "readymades", blev denne specifikke opstilling aldrig udstillet, og det forsvandt på et eller andet tidspunkt. Men oprindeligt var hjulet blot sat op i atelieret for at skabe stemning: "Jeg nød at kigge på det, på samme måde som jeg nyder at se på flammer danse i et ildsted."
Da 1. verdenskrig begyndte i august 1914, blev hans brødre og flere af hans venner indkaldt til militærtjeneste, men han blev selv fritaget på grund af hjerteflimren, og han følte sig efterhånden ikke så godt tilpas i Paris. Samtidig havde Nøgen figur, der går ned ad en trappe, no. 2 skabt skandale blandt amerikanerne under Armory Show, hvilket havde medført, at alle de fire malerier, han havde udstillet, var blevet solgt. Duchamp besluttede at emigrere til USA i 1915. Til sin overraskelse opdagede han, da han kom til New York, at han var en berømthed. Han blev snart venner med kunstmæcenen Katherine Dreier og kunstneren Man Ray. Kredsen om Duchamp omfattede også kunstprotektorerne Louise og Walter Conrad Arensberg, skuespilleren og kunstneren Beatrice Wood samt Francis Picabia foruden andre personer tilhørende avantgarden. Som udgangspunkt talte han kun lidt engelsk, men for at have en indkomst underviste han i fransk samt arbejdede på et bibliotek, og han lærte derigennem hurtigt sproget. Duchamp blev en del af en kunstnerkoloni i Ridgefield, New Jersey, på den anden side af Hudson River i forhold til New York City.
I to år udlejede Arensberg-parret, som forblev hans venner og støtter i 42 år, et atelier til Duchamp. I stedet for penge enedes de om, at betalingen for lejen af atelieret skulle være Det store glas. Et galleri i New York tilbød Duchamp $10.000 om året for hans årlige produktion, men dette afslog han, idet han foretrak at fortsætte arbejdet på Det store glas.

### Société Anonyme
Duchamp etablerede i 1917 sammen med Katherine Dreier og Man Ray Société Anonyme. Dette blev begyndelsen på hans livslange indsats for kunsthandel og -samling. Gruppen samlede på moderne kunstværker og arrangerede udstillinger af og undervisning i moderne kunst indtil engang i 1930'erne.
På den tid bad Walter Pach, en af koordinatorerne af Armory Show i 1913, Duchamp om råd angående moderne kunst. Tilsvarende begyndte Dreier efter etableringen af Société Anonyme at følge Duchamps råd, ligesom også Arensberg-parret gjorde. Senere kom også Peggy Guggenheim og direktørerne for Museum of Modern Art, Alfred Barr og James Johnson Sweeney, til Duchamp for at få hans hjælp i forbindelse med deres samlinger og udstillinger af moderne kunst.

### Dadaisme
Dadaisme (også bare kaldet dada) var en avantgardistisk kunstretning fra Europa i begyndelsen af 1900-tallet. Den begyndte i 1916 i Zürich, hvorfra den snart bredte sig til Berlin.
| Citat                                        | Dadaismen fødtes ud af negative reaktioner på de forfærdelige hændelser i 1. verdenskrig. Folkene bag denne internationale bevægelse var en gruppe kunstnere og digtere, der var knyttet til Cabaret Voltaire i Zürich. Dadaismen afviste fornuft og logik, priste nonsens, irrationalitet og intuition. Oprindelsen til begrebet 'dada' er uklar; nogle mener, at det er et nonsens-ord. En anden teori siger, at ordet "dada" opstod under et møde i gruppen, hvor en papirkniv blev stukket ind i en fransk-tysk-ordbog og tilfældigvis ramte ordet 'dada', fransk for 'kæphest'. | Citat |
| Fra Dona Budd: The Language of Art Knowledge | |       |

Bevægelsen omfattede især billedkunst, litteratur, poesi, kunstmanifester, kunstteori, teater og grafisk design og koncentrerede sine antikrigs-politik om en afvisning af de herskende standarder inden for kunsten via antikunstnerisk kulturelt arbejde. Udover at være mod krigen var dadaismen også imod borgerskabet og havde politiske sympatier på den radikale venstrefløj.
New York-dadaismen havde en mindre seriøs tone end den europæiske variant og var ikke en specielt organiseret foreteelse. Duchamps ven, Picabia, havde forbindelse med den dadaistiske gruppe i Zürich og tog med sig til New York ideerne om det absurde og "antikunsten". En gruppe begyndte at mødes hos Arensberg-parret eller svirede i Greenwich Village. Sammen med Ray Man bidrog Duchamp med sine ideer og sin humor til New York-aktiviteterne, hvoraf mange fandt sted parallelt med udviklingen af hans readymades og Det store glas.
Det mest prominente eksempel på Duchamps forbindelse til dadaismen var hans Fountain, et urinal, som blev indleveret til udstilling på Society of Independent Artists' udstilling i 1917. Værkerne på de uafhængige kunstneres udstillinger blev ikke udvalgt af bedømmelseskomiteer, og alt det, der blev indleveret, blev udstillet. Imidlertid insisterede udstillingskomiteeen på, at Fountain ikke var kunst og udelukkede det fra udstillingen. Dette bragte dadaisterne i oprør og førte til, at Duchamp trak sig ud af bestyrelsen for de uafhængige kunstnere.
Sammen med Henri-Pierre Roché og Beatrice Wood udgav Duchamp det dadaistiske tidsskrift, The Blind Man, der indeholdt kunst, litteratur, humor og kommentarer.
Da han efter krigens afslutning vendte tilbage til Paris, deltog Duchamp ikke i den dadaistiske gruppe der.

## Readymades
"Readymades" var objekter, der blev fundet og udvalgt af Duchamp, som derpå præsenterede dem som kunst. I 1913 installerede han Cykelhjul i sit atelier. Det var dog først i 1915, at ideen om "readymades" var fuldt udviklet. Ideen var at stille spørgsmålstegn ved selve begrebet "kunst" og tilbedelsen af kunst, som Duchamp fandt "unødvendig":
| Citat  | Min ide var at udvælge et objekt, der ikke vil sige mig noget, hverken med sin skønhed eller ved sin grimhed. At finde en slags ligegyldighed i mit syn på det, forstår du. | Citat |
| [ 29 ] | |       |

Flaskeholder (1914), et stativ til at tørre flasker på med Duchamps signatur på, anses for at være det første eksempel på et "ægte" readymade. Præludium til en brækket arm (1915), en sneskovl, også kaldet Forud for en brækket arm, fulgte snart efter. Hans Fountain (Fontæne, 1917), som var et urinal signeret R. Mutt, rystede kunstverdenen samme år. Han forsøgte at få værket udstillet hos Society of Independent Artists i New York 1917, men værket, som var indleveret anonymt, blev placeret bag en skillevæg, og der var derfor ingen, der så det på udstillingen. Værket satte gang i en diskussion vedrørende kunstnerens rolle – skabes eller vælges kunsten. I 2004 blev Fountain udpeget som det "mest indflydelsesrige kunstværk i det 20. århundrede" af 500 berømte kunstnere og historikere.
I 1919 lavede Duchamp en parodi på Mona Lisa ved at besmykke en billig reproduktion af dette billede med en moustache og et fipskæg. Værket hed L.H.O.O.Q. (dette står også på det), hvilket udtalt på fransk lyder som "Elle a chaud au cul" ("Hun er varm i røven"), hvilket kan forstås sådan, at kvinden på billedet i en seksuelt ophidset tilstand og tilgængelig. Det kan også have været en freudiansk vittighed med henvisning til Leonardo da Vincis påståede homoseksualitet. Duchamp gav selv en "løs" oversættelse af L.H.O.O.Q. som "Der er brand dernede" i et sent interview med Arturo Schwarz. Ifølge Rhonda Roland Shearer er den tilsyneladende klare reproduktion af Mona Lisa rent faktisk en kopi, der delvist er modelleret på Duchamps eget ansigt. Forskning publiceret af Shearer har også opstillet en teori om, at Duchamp selv kan have skabt nogle af de objekter, som han hævdede at være "fundne".

## Det store glas
Duchamp arbejdede på sit komplekse futuristisk-inspirerede værk Bruden klædt nøgen af sine ungkarle, endog (Det store glas) fra 1915 til 1923, bortset fra perioder, hvor han var i Buenos Aires og Paris i 1918-1920. Værket blev udformet på to glasplader med materialer som blyfolie, sikringstråde og støv. Det kombinerer tilfældige procedurer, planlagte perspektiver og omstændeligt håndværk. Han udgav notater om værket, Den grønne æske, som supplement til visuelle oplevelse. Notaterne reflekterer over skabelsen af unikke fysiske love samt en mytologi, som beskriver værket. Han slog fast, at hensigten med hans "lattervækkende billede" er at afbilde det erotiske møde mellem en brud og hendes ni ungkarle.
Inspirationen til værket kom fra en opførelse af Roussels Impressions d'Afrique, som Duchamp overværede i 1912. Han lavede notater, skitser og planer for værket på sine ateliervægge så tidligt som i 1913. For fuldt ud at kunne koncentrere sig om værket uden at være afhængig af materielle forpligtelser havde Duchamp arbejdet som bibliotekar i Frankrig, og efter emigrationen til USA i 1915 begyndte han at arbejde på værket med støtte fra Arensberg-parret.
Værket er til dels konstrueret som et retrospekt af Duchamps værker, herunder en tredimensionel reproduktion af hans tidligere malerier Brud (1912), Chokoladekværn (1914) og Glider indeholdende en vandmølle i nærliggende metaller (1913-15), hvilket har ført til talrige fortolkninger. Værket blev endegyldigt erklæret "Ufærdigt" i 1923. Under transporten i en kasse efter den første udstilling fik glasset en stor revne. Duchamp reparerede glasset, men lod nogle mindre revner forblive, idet han accepterede tilfældighedselementet som en del af værket.
Joseph Nechvatal har kastet betydeligt lys over Det store glas ved at påpege autoerotiske implikationer af såvel ungkarletilværelsen som den gentagende, hektiske maskine; han udskiller dernæst en større konstellation af temaer ved at insinuere, at autoerotik – og med maskinen som en allestedsnærværende partner og udøver – åbner sig ud i en undergravende panseksualitet som også er kommet til udtryk andre steder i Duchamps værker og karriere ved at en trancefremkaldende nydelse bliver det operative princip i modsætning til det, der dikteres af den traditionelle mand-kvinde-sammenstilling; ligeledes dokumenterer han dette temasæt i hele modernismen, begyndende med Auguste Rodins kontroversielle Monument til Balzac kulminerende med den duchampske vision af at et tekno-univers, hvori alle mennesker kan føle sig velkomne.
Indtil Philadelphia Museum of Art i 1969 afslørede Duchamps Étant donnés blev Det store glas anset for at være hans sidste store værk.

## Kinetiske værker
Duchamps interesse for kinetisk kunst anes allerede i notaterne til Det store glas og til readymaden Cykielhjul, og selv om han havde mistet interessen for den "retinale kunst", holdt han fast i interessen for visuelle fænomener. I 1920 byggede han med hjælp fra Man Ray en motoriseret skulptur Roterende glasplader, præcisionsoptik. Værket, som han ikke anså for at være kunst, indeholdt en motor, der svingede rektangulære glasstykker, hvorpå der var malet udsnit af cirkler. Når apparatet er i gang, sker der en optisk illusion, hvor udsnittene ser ud til at udgøre koncentriske cirkler. Man Ray satte udstyr op for at fotografere det første forsøg, men da de satte maskineriet i gang anden gang, bristede en rem og fik fat i et af glasstykkerne, som prellede af på Man Rays hoved og gik i småstykker.
Efter at han var flyttet tilbage til Paris, byggede Duchamp i 1923 på opfordring af André Breton og finansiel støtte fra Jacques Doucet endnu et optisk apparat med udgangspunkt i det første, Roterence halvkugle, præcisionsoptik. Denne gang var det optiske element en kugle, der var skåret over på midten, hvorpå der var malet sorte koncentriske cirkler. Når den roterer, ser det ud til, at cirklerne bevæger sig baglæns og forlæns i rummet. Duchamp bad Doucet om ikke at udstille apparatet som kunst.

## Musikalske ideer
Mellem 1912 og 1915 arbejdede Marcel Duchamp på forskellige musikalske ideer. I hvert fald tre stykker er bevaret: to kompositioner og et notat om en musikalsk happening. De to kompositioner er baseret på aleatorisk musik. Erratum Musical er skrevet for tre stemmer og blev offentliggjort i 1934. La Mariée mise à nu par ses célibataires, même: Erratum Musical er ufuldstændig og blev aldrig udgivet eller udstillet i Duchamps levetid. Ifølge manuskriptet var stykket tænkt for mekaniske instrumenter, "hvor den virtuose mellemmand undertrykkes." Manuskriptet indeholder også beskrivelsen af "Et apparat, der automatisk optager fragmenterede musikstumper" i form af en tragt, adskillige slæder, der er åbne i den ene ende, samt et sæt nummererede bolde. Disse stykker kommer før John Cages Music of Changes (1951), der ofte er anset for at være det første moderne stykke, der stort set kun er skabt ved hjælp af tilfældigheder.
I 1968 optrådte Cage sammen med Duchamp ved en koncert med titlen "Reunion", hvor de spillede et spil skak og komponerede aleatorisk musik ved at aktivere en række fotoelektrisk celler under skakbrættet.

## Rrose Sélavy
"Rrose Sélavy", nogle gange stavet Rose Sélavy, var et af Duchamps pseudonymer. Navnet, der er et ordspil, lyder som det franske udtryk "Eros, c'est la vie", som kan oversættes til "Eros, sådan er livet". Det er også blevet fortolket som "arroser la vie" ("skål for livet"). Sélavy dukkede første gang op i 1921 i en Man Ray-fotoserie med Duchamp klædt i dametøj. Op gennem 1920'erne arbejdede Ray og Duchamp sammen om flere fotografier af Sélavy. Duchamp brugte senere navnet som signatur på skrevne materialer og på flere kunstværker.
Duchamp brugte også navnet i titlen på i hvert fald ét kunsværk: Hvorfor ikke nyse, Rrose Sélavy? (Why Not Sneeze, Rrose Sélavy?, 1921). Skulpturen, en variant af readymade, kaldet en assemblage, består af et oraltermometer, snesevis af små marmorterninger, som ligner hugget sukker, og en blæksprutteskal, alt sammen placeret i et fuglebur. Billedet af Rrose Sélavy findes også på værket Belle Haleine, Eau de Voilette (1921), et readymade i form af en parfumeflaske i originalæsken. Desuden brugte han navnet i sin film Anemic Cinema (1926) i stedet for sit rigtige navn.
Inspirationen til navnet Rrose Sélavy menes at være Belle da Costa Greene, J.P. Morgans bibliotekar på The Morgan Library & Museum (tidligere The Pierpont Morgan Library), som efter Morgans død blev leder af biblioteket og samlet arbejdede der i 43 år. Med bemyndigelse fra J.P. Morgan og senere hans søn Jack opbyggede Greene biblioteket ved at købe og sælge sjældne manuskripter, bøger og kunstværker.
Rrose Sélavy kan sammen med de øvrige pseudonymer, Duchamp brugte, ses som en kommentar til fejlagtigheden af at romantisere kunstnerens bevidste individualitet eller subjektivitet, et tema der også er en fremtrædende undertone til hans readymades. Duchamp sagde i et interview: "Man tror, man laver noget, der er helt ens eget, og et år senere ser man på det og opdager faktisk rødderne til, hvor ens kunst kommer fra, uden at man overhovedet aner det."
Fra 1922 begyndte navnet Rrose Sélavy også at optræde i en serie aforismer, ordspil og bakke snagvendt-tekster af den franske surrealistiske digter Robert Desnos. Desnos forsøgte at portrættere Sélavy som en for længst forsvundet adelskvinde og retmæssig dronning af Frankrig. Aforisme 13 hylder Duchamp: "Rrose Sélavy connaît bien le marchand du sel" ("Rrose Sélavy kender godt salthandleren"; på fransk lyder de sidste ord som "Mar-chand Du-cel", hvilket er en fonetisk omstilling af stavelserne i kunstnerens navn (Duchamps samling af notater heder Salthandler). I 1939 blev en samling af aforismerne udgivet under navnet Rrose Sélavy med titlen Poils et coups de pieds en tous genres.

## Skift fra kunst til skak
I 1918 forlod Duchamp New York-kunstscenen, afbrød sit arbejde med Det store glas og rejste til Buenos Aires, hvor han opholdt sig i ni måneder og ofte spillede skak. Han udskar sine egne skakbrikker af træ med hjælp fra en lokal håndværker, der lavede springerne. Duchamp flyttede til Paris i 1919 og retur til USA i 1920. Da han igen ankom til Paris i 1923, var han reelt ikke længere udøvende kunstner. I stedet var hans hovedinteresse skakken, som han studerede resten af livet i en grad, så den næsten udelukkede alle andre aktiviteter. 
Duchamp ses i en kort sekvens spille skak med Man Ray i kortfilmen Entr'acte (1924) af René Clair. Han designede plakaten til det tredje franske skakmesterskab i 1925, og han deltog selv i konkurrencen, hvor hans resultat blev 50 % (3-3 med to sejre, to remiser og to nederlag), hvilket indbragte ham titlen som skakmester. I denne periode var hans fascination af spillet så belastende for hans hustru, at hun på et tidspunkt limede brikkerne fast til pladen. Duchamp fortsatte med at deltage i de franske mesterskaber, og han spillede på det franske hold til skakolympiaderne fra 1928 til 1933; han brugte især hypermoderne skakåbninger som Nimzo-indisk forsvar.
På et tidspunkt i begyndelsen af 1930'erne nåede Duchamp toppen af sin formåen i spillet, men samtidig indså han, at hans chance for at blive anerkendt som en elitespiller var begrænset. I de følgende år aftog hans deltagelse i turneringer, men i stedet opdagede han korrespondenceskak, og han blev desuden skakjournalist med ugentlige skakklummer i flere aviser. I en periode, hvor han samtidige inden for kunstverdenen opnåede bemærkelsesværdig succes ved at sælge deres værker til samlere i overklassen, måtte Duchamp konstatere: "Jeg er et offer for skakken. Den har al den skønhed, kunsten har – og meget mere. Den kan ikke kommercialiseres. Skak er meget renere end kunst socialt set." I en anden sammenhæng uddybede Duchamp sin holdning: "Skakbrikkerne er de byggeklodser i et alfabet, som former tankerne; og disse tanker udtrykker, skønt de udtrykker et visuelt design på brættet, deres skønhed i abstrakt form, som digte … Jeg er kommet til den personlige konklusion, at mens ikke alle kunstnere er skakspillere, er alle skakspillere kunstnere."
|   | a  | b  | c  | d  | e  | f  | g  | h  |   |
| 8 | a8 | b8 | c8 | d8 | e8 | f8 | g8 | h8 | 8 |
| 7 | a7 | b7 | c7 | d7 | e7 | f7 | g7 | h7 | 7 |
| 6 | a6 | b6 | c6 | d6 | e6 | f6 | g6 | h6 | 6 |
| 5 | a5 | b5 | c5 | d5 | e5 | f5 | g5 | h5 | 5 |
| 4 | a4 | b4 | c4 | d4 | e4 | f4 | g4 | h4 | 4 |
| 3 | a3 | b3 | c3 | d3 | e3 | f3 | g3 | h3 | 3 |
| 2 | a2 | b2 | c2 | d2 | e2 | f2 | g2 | h2 | 2 |
| 1 | a1 | b1 | c1 | d1 | e1 | f1 | g1 | h1 | 1 |
|   | a  | b  | c  | d  | e  | f  | g  | h  |   |

|-
|Duchamps Problem med Hvid i trækket.

I 1932 gik Duchamp sammen med skakteoretikeren Vitaly Halberstadt om at udgive Oppositions- og søsterfelter er forenede (L'opposition et cases conjuguées sont réconciliées), kendt som forbundne felter. Afhandlingen beskriver Lasker-Reichelm-stillingen, en ekstremt sjælden situation, der kan opstå i slutspillet. Ved hjælp af enneagramlignende diagrammer, der udfolder sig selv, påviser forfatterne, at i den stilling er det bedste, sorte kan håbe på, at får remis.
Temaet "slutspil" er vigtig for at forstå Duchamps komplekse holdning til sin kunstneriske karriere. Den irske dramatiker Samuel Beckett, der arbejdede sammen med Duchamp, og brugte temaet som fortællingens plan i sit skuespil fra 1957 af samme navn, Slutspil. I 1968 spillede Duchamp en kunstnerisk betydningsfuld skakmatch med komponisten John Cage ved en koncert med titlen "Reunion". Musikken blev produceret af en række fotoelektriske celler under skakbrættet, som blev aktiveret med mellemrum af spillets normale træk.
Angående tanken om at vælge skakken som en levevej udtalte Duchamp: "Hvis Bobby Fischer kom til mig for at få gode råd, ville jeg bestemt ikke tage modet fra ham – som om nogen kunne det – men jeg ville prøve at gøre ham det helt klart, at han aldrig vil kunne tjene penge på skak, han vil komme til at leve et munkeagtigt liv og opleve flere afvisninger, end nogen kunstner nogensinde har gjort, i kampen for at blive kendt og accepteret."
Duchamp har sat sit spor i skakhistorien i form af en gådefuld slutspilsopgave, han skabte i 1943. Opgaven blev præsenteret i averteringen for Julian Levys galleriudstilling Through the Big End of the Opera Glass, trykt på gennemsigtigt papir med den matte tekst "Hvid trækker og vinder". Stormestre og specialister i slutspil har siden kæmpet med opgaven, og de fleste har konkluderet, at opgaven er uløselig.

## Senere kunstneriske aktiviteter
Der er for få eller ingen kildehenvisninger i dette afsnit, hvilket er et problem. Du kan hjælpe ved at angive troværdige kilder til de påstande, som fremføres.

Skønt Duchamp ikke længere blev regnet som aktiv kunstner, fortsatte han med at rådføre sig med andre kunstnere samt kunstsamlere og -handlere. Fra 1925 rejste han ofte frem og tilbage mellem Frankrig og USA, og han bosatte sig i Greenwich Village i New York i 1942. Han arbejdede også ind imellem på kunstneriske projekter som Anémic Cinéma (1926), Kassen i kufferten (1935-41), Selvportræt i profil (1958) og det større værk, Étant donnés (1946-66). I 1943 medvirkede han i Maya Derens ufuldendte film The Witch's Cradle, som blev optaget i Peggy Guggenheims The Art of This Century-galleri.
Fra midten af 1930'erne og frem samarbejdede han med surrealisterne; han trådte dog ikke officielt ind i bevægelsen trods André Bretons lokken. Indtil 1944 redigerede han sammen med Max Ernst, Eugenio Granell og Breton det surrealistiske tidsskrift VVV og fungerede som rådgivende redaktør på View, der havde et portræt af ham i sit nummer fra marts 1945, hvilket var med til at introducere ham for et større amerikansk publikum. 
Duchamps indflydelse på kunstscenen forblev uden for rampelyset indtil slutningen af 1950'erne, hvor han blev "opdaget" af yngre kunstnere som Robert Rauschenberg og Jasper Johns, som var ivrige efter at slippe ud af den dominerende abstrakte ekspressionisme. Han var blandt de første medlemmer af den internationale litterære gruppe Oulipo i 1960. Interessen for Duchamp tog til igen i 1960'erne, og han opnåede nu international anerkendelse. I 1963 opsatte Pasadena Art Museum den første retrospektive udstilling med ham, og der optrådte han på det ikoniske fotografi, hvor han spiller skak mod kunstneren Eve Babitz, der var nøgen. Fotoet blev senere af Smithsonian Archives of American Art beskrevet som "blandt de vigtigste dokumentariske billeder inden for amerikansk moderne kunst."
I 1966 lagde Tate Gallery lokaler til en stor udstilling af hans værker. Andre store institutioner, heriblandt Philadelphia Art Museum og Metropolitan Museum of Art, fulgte op med store visninger af hans værker. Han blev inviteret til at undervise i kunst og deltage i formelle diskussioner, lige som han stillede op til interviews i større trykte udgivelser. Som den sidste overlevende kunstner fra Duchamp-dynastiet hjalp han i 1967 med at organisere en udstilling i Rouen med titlen Les Duchamp: Jacques Villon, Raymond Duchamp-Villon, Marcel Duchamp, Suzanne Duchamp. En del af denne familieudstilling blev senere vist på Musée National d'Art Moderne i Paris.

### Udstillingsdesign
Duchamp medvirkede i 1938 til at designe International Surrealistisk Udstilling i Galerie des Beaux-arts i Paris. Udstillingen præsenterede mere end 60 kunstnere fra forskellige lande og omfattede omkring 300 malerier, objekter, kollager, fotografier og installationer. Surrealisterne ønskede at skabe en udstilling, der selv var et surrealistisk værk, og André Breton udpegede Duchamp, Wolfgang Paalen, Man Ray, Salvador Dali og Max Ernst til at hjælpe sig. Ved udstillingens indgang placerede Duchamp Dalis Regnvåd taxi, som bestod af en taxi med udstyr til at til at producere regn ned ad indersiden af bilens vinduer og med en hajlignende figur placeret på førersædet samt en blond mannequindukke dækket af levende snegle på bagsædet. Værket blev derved en konfrontation af de fornemt klædte gæster allerede ved indgangen.
Surrealistisk Gade fyldte hele den ene side af foyeren med mannequiner klædt på af forskellige surrealister. Hovedsalen var en simulering af en mørk, sydeuropæisk hule med 1.200 tomme kulsække hængende ned fra loftet. Gulvet var af Paalen dækket med visne blade og jord taget fra Montparnasse-kirkegården. I midten af den store sal under Duchamps kulsække installerede Paalen en kunstig dam med vand og ægte nøkkeroser og siv. Omkring midnat kunne de besøgende opleve en dansende, letpåklædt pige, der vandglinsende steg op mellem sivene, kastede sig på en seng, hvor hun skreg hysterisk og derpå forsvandt lige så pludselig, som hun var kommet. Til mange af surrealisternes store fornøjelse forargede udstillingen mange af gæsterne. 
I 1942 bad surrealisterne igen Duchamp om hjælp til at designe en udstilling, First Papers of Surrealism, i New York. Han vævede hertil et tredimensionelt spind af tråde, der gik over hele rummet, og i nogle tilfælde gjorde det vanskeligt at se de øvrige værker. Duchamp lavede endvidere en hemmelig aftale med sønnen af en samarbejdspartner om at få ham og hans unge venner til at komme til åbningen af udstillingen. Da de pænt klædte protektorer ankom, blev de mødt af en halv snes børn i sportstøj i gang med at spille bold og sjippe. Når de blev adspurgt, var de instrueret til at sige: "Hr. Duchamp har sagt, at vi kan lege her." Duchamps design af kataloget til udstillingen indeholdt "fundne" i stedet for opstillede fotografier af kunstnerne.

## Etants donnés
Duchamps sidste store kunstværk kom som en overraskelse for kunstverdenen, der troede, at han havde opgivet kunsten til fordel for skak 25 år forinden. Der er tale om et tableau med titlen Étant donnés: 1° la chute d'eau / 2° le gaz d'éclairage (Givet: 1° vandfaldet / 2° belysningsgassen); det er kun muligt at se det gennem et lille kighul i en trædør. Gennem hullet ser man en nøgen kvinde liggende på ryggen med skjult ansigt og spredte ben, mens hun holder en gaslampe løftet mod en baggrund i form af et landskab. Duchamp havde arbejdet på det i al hemmelighed fra 1946 til 1966 i sit atelier i Greenwich Village, mens endog hans nærmeste venner havde troet, at han havde opgivet kunsten. Torsoen af den nøgne kvinde er baseret på Duchamps elskerinde, den brasilianske skulptør Maria Martins, med hvem han havde en affære i peroden 1946-51.

## Privatliv
Gennem hele sit liv var Duchamp passioneret ryger af Havanna-cigarer. Han var ateist.
Han blev amerikansk statsborger i 1955.
I juni 1927 giftede Duchamp sig med Lydie Sarazin-Lavassor, men parret blev skilt allerede seks måneder senere. Rygtet gik om, at Duchamp havde valgt ægteskabet af bekvemmelighedsårsager, da Sarazin-Lavassor var datter af en velhavende bilfabrikant. I begyndelsen af januar 1928 sagde Duchamp, at han ikke kunne holde ansvaret og indespærringen i ægteskabet ud, og skilsmissen fulgte snart. I perioden 1946-51 havde han et forhold til Maria Martins, og fra 1954 og til sin død var han gift med Alexina "Teeny" Sattler.
Duchamp døde pludseligt og fredeligt tidligt om morgenen 2. oktober 1968 i sit hjem i Neuilly-sur-Seine. Efter en middag aftenen forinden sammen med vennerne Man Ray og Robert Lebel i hjemmet trak Duchamp sig tilbage kl. 1:05, og han faldt sammen i sit atelier, død af hjertestop.
Han er begravet på kirkegården i Rouen, og på hans gravsten står der: "D'ailleurs, c'est toujours les autres qui meurent" ("Desuden er det altid de andre, der dør").